# 早稲田大学西早稲田キャンパス
早稲田大学西早稲田キャンパス（わせだだいがくにしわせだキャンパス）とは、東京都新宿区大久保3-4-1にある早稲田大学のキャンパスであり、早大理工（そうだいりこう）と呼称される。

## 概要
西早稲田キャンパスは早稲田キャンパス、戸山キャンパスと並ぶ早稲田大学の東京都心部の理工系のキャンパスである。このキャンパスには早稲田理工学術院とその傘下となる基幹理工学部、基幹理工研究科、創造理工学部、創造理工研究科、先進理工学部、先進理工研究科などの施設があり、副都心線の「西早稲田駅」とも直結している。
かつては大久保キャンパス（おおくぼキャンパス）と呼ばれていたが、2008年4月に現・早稲田キャンパスが西早稲田キャンパスから改称され、1年を開けた2009年4月に当キャンパスが現名称に変更された。単に「早大理工」「理工」「理工キャンパス」とも呼ばれる。
西早稲田キャンパスの敷地面積は、44,353.82 ㎡。

## 歴史
- 1967年 - 大久保キャンパスとして完成。第一理工学部、第二理工学部の全学科が西早稲田キャンパス（現・早稲田キャンパス）より移転。
- 1968年 - 第二理工学部廃止、第一理工学部は理工学部と改称。
- 2007年 - 理工学術院を設置。理工学部と理工学研究科を基幹理工、創造理工、先進理工の3学部・3研究科体制へ改組。
- 2008年 - 東京メトロ西早稲田駅が開業し、キャンパス構内にも出入口が設置された。
- 2009年 - 大久保キャンパスの名称を西早稲田キャンパスに変更。

## 施設
- 50号館 - 先進理工学部生命医科学科

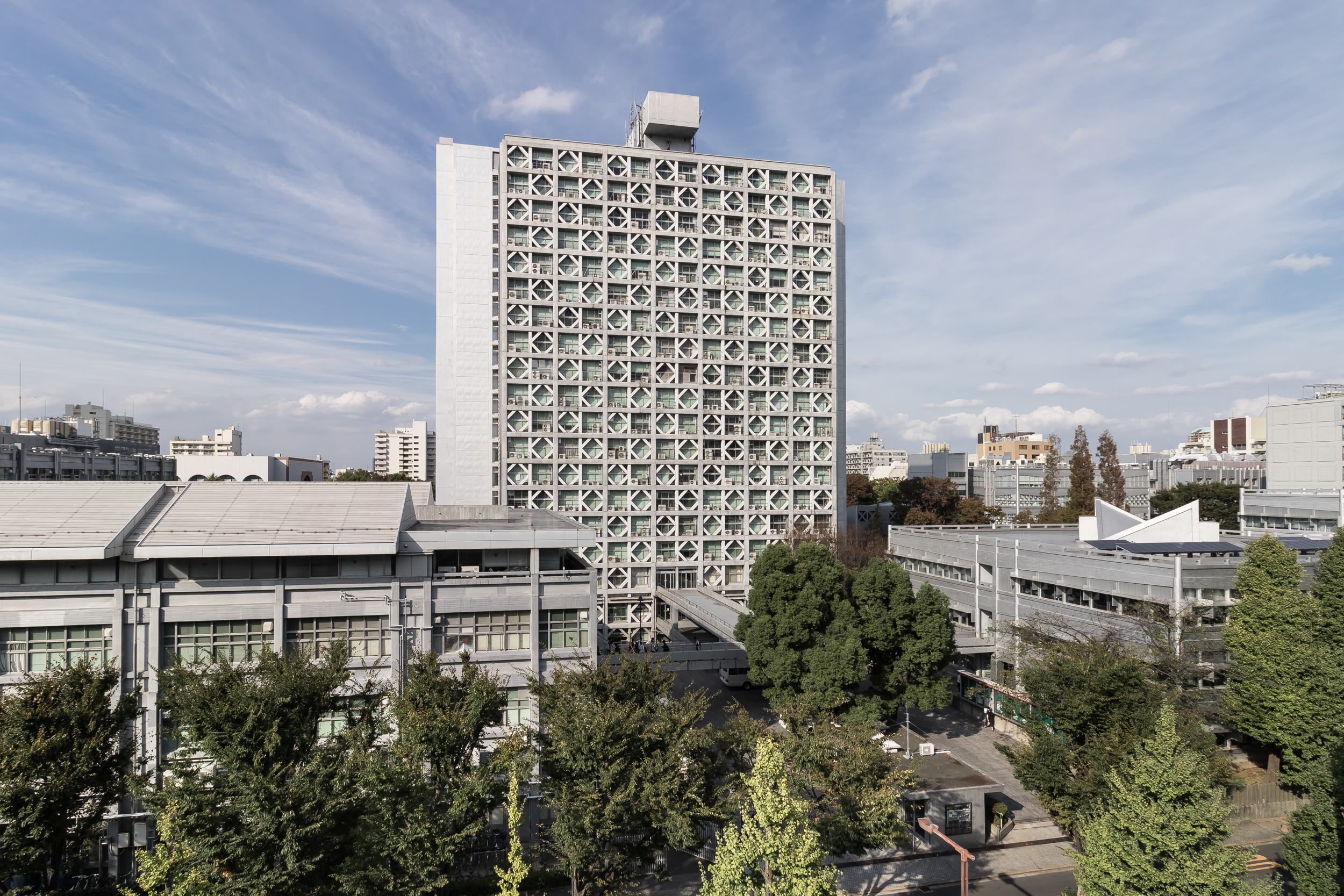
51号館

- 51号館 - 創造理工学部、理工学図書館、早稲田大学芸術学校
- 55-N号館 - 先進理工学部
- 55-S号館 - 総合研究所
- 56号館 - 早稲田大学生活協同組合
- 60号館 - 創造理工学部総合機械工学科
- 63号館 - 基幹理工学部
- 65号館 - 総合学術研究センター
- 66号館 - シルマンタワー

## アクセス

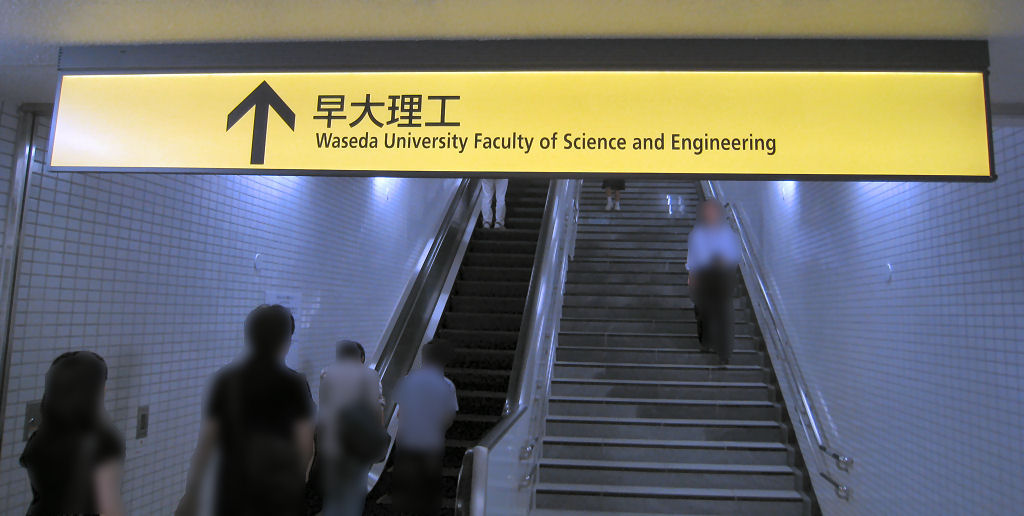
西早稲田駅の早大理工出口

- 東京メトロ  副都心線 西早稲田駅 - 大学構内へ直結
- JR  山手線 高田馬場駅、新大久保駅 - 徒歩12分
- 都営バス 早大理工前停留所 - 徒歩1分（明治通り上）
  - 高71（高田馬場駅 - 九段下）、早77（早稲田 - 新宿駅）、池86（池袋駅 - 渋谷駅）等が利用できる。

## 周辺施設
- 戸山公園
- 新宿北郵便局
- 新宿区立大久保スポーツプラザ
- 新宿区立新宿スポーツセンター
- 新宿コズミックスポーツセンター
- 学習院女子大学
- 都立戸山高校